# Lepino (przystanek kolejowy)
Lepino – zlikwidowany przystanek kolei wąskotorowej (Kołobrzeska Kolej Wąskotorowa) w Lepinie, w województwie zachodniopomorskim, w Polsce.